# Vijf sola's
De vijf sola's zijn vijf Latijnse stellingen die vaak worden gepresenteerd als samenvatting van het protestantse geloof. Ze stammen niet uit de tijd van de Reformatie. Pas rond het vierde eeuwfeest van de Reformatie (1917) begon men te spreken van de 'drie sola's', later uitgebreid tot vijf. De eerste keer dat de drie sola's samen gepresenteerd worden als de 'principes' van de Reformatie is bij Theodore Engelder in een herdenkingsboek uit 1917. Het lijkt eerder de beknoptheid dan de juistheid die deze samenvatting zo populair heeft gemaakt.

## Toelichting van de sola's
Sola fide (Alleen door geloof)
Rechtvaardiging (zondeloos worden voor God) komt alleen door geloof, niet door goede werken. In de klassieke protestantse traditie volgt uit het geloof het doen van goede werken. Deze doctrine is in tegenstelling met de katholieke leer dat geloof en goede werken zodanig samengaan dat alleen goede werken kunnen leiden tot rechtvaardiging. Het was de centrale doctrine van Maarten Luther, voornamelijk afgeleid uit de brief van Paulus aan de Romeinen, en wordt doorgaans beschouwd als de belangrijkste oorzaak van de reformatie omdat daardoor de aflatenhandel ontmaskerd werd.
Sola gratia (Alleen door genade)
Genade is een gave die God ons rechtstreeks bereikt en geen bemiddeling behoeft van de clerus noch van sacramenten. Deze stelling viel vooral het sacrament van de biecht aan dat was ingesteld door de Kerk ter vergeving van de zonden.
Sola scriptura (Alleen door de Schrift)
Alleen de Bijbel is het Woord van God en de Bijbel moet toegankelijk zijn voor iedereen. 
Toegankelijk betekent hier zowel verkrijgbaar (en leesbaar) als interpreteerbaar. Deze stelling was dus enkel mogelijk dankzij de uitvinding van de boekdrukkunst. Ze vocht de leer van de katholieke kerk aan dat enkel de Paus en de Bisschoppen het magisterium, m.a.w. de autoriteit over de religieuze leer, bezitten en de Heilige Apostolische Traditie bewaken. Deze doctrine wordt ook wel de formele oorzaak van de reformatie genoemd.
Solus Christus (Alleen Christus; soms Solo Christo, Alleen door Christus)
Alleen Christus is de Middelaar tussen mens en God. Maria, de heiligen, de priesters kunnen niet als tussenpersoon dienen om het zielenheil te bewerkstelligen zoals de katholieke leer inhoudt.
Soli Deo gloria (Alle eer komt alleen God toe)
Alle eer komt God toe, omdat Hij de mens redt door de kruisdood van Christus en doordat God het geloof aan de mens geeft. Reformatoren geloofden dat mensen (specifiek de clerus en de adel, omdat toen de meeste priesters van adellijken bloede waren) en hun instellingen (specifiek de kerkelijke) de eer die zij kregen niet waard waren. Dus ook heiligenverering of verering van Maria wordt afgewezen.
In Nederland wordt ook vaak gesproken over de drie sola's, waarmee de eerste drie uit de bovengenoemde lijst bedoeld worden: sola fide, sola gratia, sola scriptura.

## Voetnoten
1. ↑  "The Three Principles of the Reformation: Sola Scriptura, Sola Gratia, Sola Fides", in Dau, W. H. T., Four hundred years, St. Louis, Mo. : Concordia Pub. House, 1917
2. ↑  Refoforum.nl
3. ↑  DE 5 SOLA’S VAN DE REFORMATIE